# Yvona Kubjátová
Yvona Kubjátová (* 10. září 1969 Olomouc) je česká politička, od dubna do června 2010 poslankyně Poslanecké sněmovny PČR, v letech 2008 až 2020 zastupitelka Olomouckého kraje (z toho v letech 2008 až 2016 náměstkyně hejtmana), v letech 2002 až 2014 zastupitelka města Olomouc, členka ČSSD.

## Biografie
Absolvovala Univerzitu Palackého v Olomouci (obor pedagogika – sociální práce). V období let 1992-2008 pracovala na sociálně-zdravotním odboru Magistrátu města Olomouc, kde působila v oddělení sociálně právní ochrany dětí a mládeže a oddělení opatrovnictví.
V komunálních volbách roku 1998 neúspěšně kandidovala do zastupitelstva města Olomouc za ČSSD. Zvolena sem byla v komunálních volbách roku 2002, komunálních volbách roku 2006 a komunálních volbách roku 2010. Profesně se k roku 1998 a 2002 uvádí jako sociální pracovník, následně k roku 2006 coby vedoucí pracovnice v sociální oblasti a v roce 2010 jako sociální pracovnice a náměstkyně hejtmana. Ve volbách v roce 2014 již nekandidovala.
V krajských volbách roku 2008 byla zvolena do Zastupitelstva Olomouckého kraje za ČSSD. Mandát krajského zastupitele obhájila v krajských volbách roku 2012. Od roku 2008 byla náměstkyní hejtmana pro sociální záležitosti. Také v krajských volbách v roce 2016 obhájila za ČSSD mandát zastupitelky kraje, skončila však ve funkci náměstkyně hejtmana. Ve volbách v roce 2020 mandát krajské zastupitelky obhajovala, ale neuspěla.
Ve volbách v roce 2006 kandidovala do poslanecké sněmovny za ČSSD (volební obvod Olomoucký kraj). Nebyla zvolena, do sněmovny ovšem zasedla dodatečně jako náhradnice v dubnu 2010 (poté co na mandát rezignoval Miloslav Vlček), tedy krátce před koncem funkčního období. Ve sněmovně se již do práce dolní komory parlamentu výrazně nezapojila a setrvala zde jen do voleb v roce 2010. Do sněmovny nastoupila s vědomím, že ve volbách roku 2010 nekandiduje a že tedy půjde o dočasnou záležitost. Hodlala se soustřeďovat na práci v krajské samosprávě („Tyto dvě funkce se nedají dost dobře zvládat, nekandiduji. Ale mandát přijmu a nepovažuji to jen za formalitu.“)
V lednu 2014 se o ní poté, co se vzdal nominace Petr Krčál, uvažovalo jako o ministryni práce a sociálních věcí ve vznikající vládě Bohuslava Sobotky.